# Mega Python vs Gatoroid
Mega Python vs Gatoroid is een Amerikaanse monsterfilm uit 2011 met Tiffany en Debbie Gibson van The Asylum.

## Verhaal
Dierenrechtenactiviste Nikki bevrijdt illegaal geïmporteerde exotische slangen uit dierenwinkels. In de Everglades laat ze ze uitgroeien tot mega pythons. Parkwachter Terry maakt zich zorgen over de toenemende ecologische schade. Om haar alligators te redden hanteert ze een methode die resulteert in een oorlog tussen de pythons en de alligators en een durende vijandschap tussen haar en Nikki.

## Rolverdeling
- Debbie Gibson - Dr. Nikki Riley
- Tiffany - Parkwachter Terry O'Hara
- A Martinez - Dr. Diego Ortiz
- Kathryn Joosten - Angie
- Micky Dolenz - zichzelf